# Zilwaukee
Zilwaukee è un comune (city) degli Stati Uniti d'America della contea di Saginaw nello Stato del Michigan. La popolazione era di 1 658 abitanti al censimento del 2010. La città si trova adiacente alla Zilwaukee Township, dalla quale si è originata.
A Zilwaukee si trova il Zilwaukee Bridge.

## Geografia fisica
Secondo lo United States Census Bureau, ha un'area totale di 2,37 mi² (6,14 km²).

## Storia
Zilwaukee venne fondata nel 1848 quando Daniel e Solomon Johnson, due fratelli di New York, costruirono una segheria qui. Organizzata ufficialmente dieci anni dopo, i Johnson diedero il nome Zilwaukee alla città in modo che la gente si poteva confondere con la città di Milwaukee nel Wisconsin, nella speranza di attirare i coloni a lavorare.

## Società

### Evoluzione demografica
Secondo il censimento del 2010, la popolazione era di 1 658 abitanti.

### Etnie e minoranze straniere
Secondo il censimento del 2010, la composizione etnica della città era formata dal 92,28% di bianchi, il 3,74% di afroamericani, lo 0,48% di nativi americani, lo 0,30% di asiatici, l'1,63% di altre razze, e l'1,57% di due o più etnie. Ispanici o latinos di qualunque razza erano il 7,66% della popolazione.